# 派勒特鎮區 (伊利諾伊州坎卡基縣)
派勒特鎮區（英語：Pilot Township）是位於美國伊利諾伊州坎卡基縣的一個行政鎮區。

## 地方資料
根據2010年美國人口普查的數據，派勒特鎮區的面積為128.00平方千米，當中陸地面積為128.00平方千米，而水域面積為0.80平方千米。當地共有人口2019人，而人口密度為每平方千米15.77人。